# Euploea trysa
Euploea trysa är en fjärilsart som beskrevs av Hans Fruhstorfer 1910. Euploea trysa ingår i släktet Euploea och familjen praktfjärilar. Inga underarter finns listade i Catalogue of Life.